# 크로켓

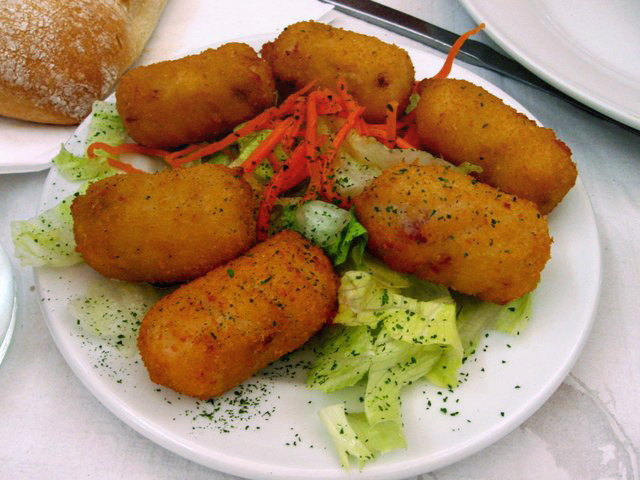
원통형 크로켓.

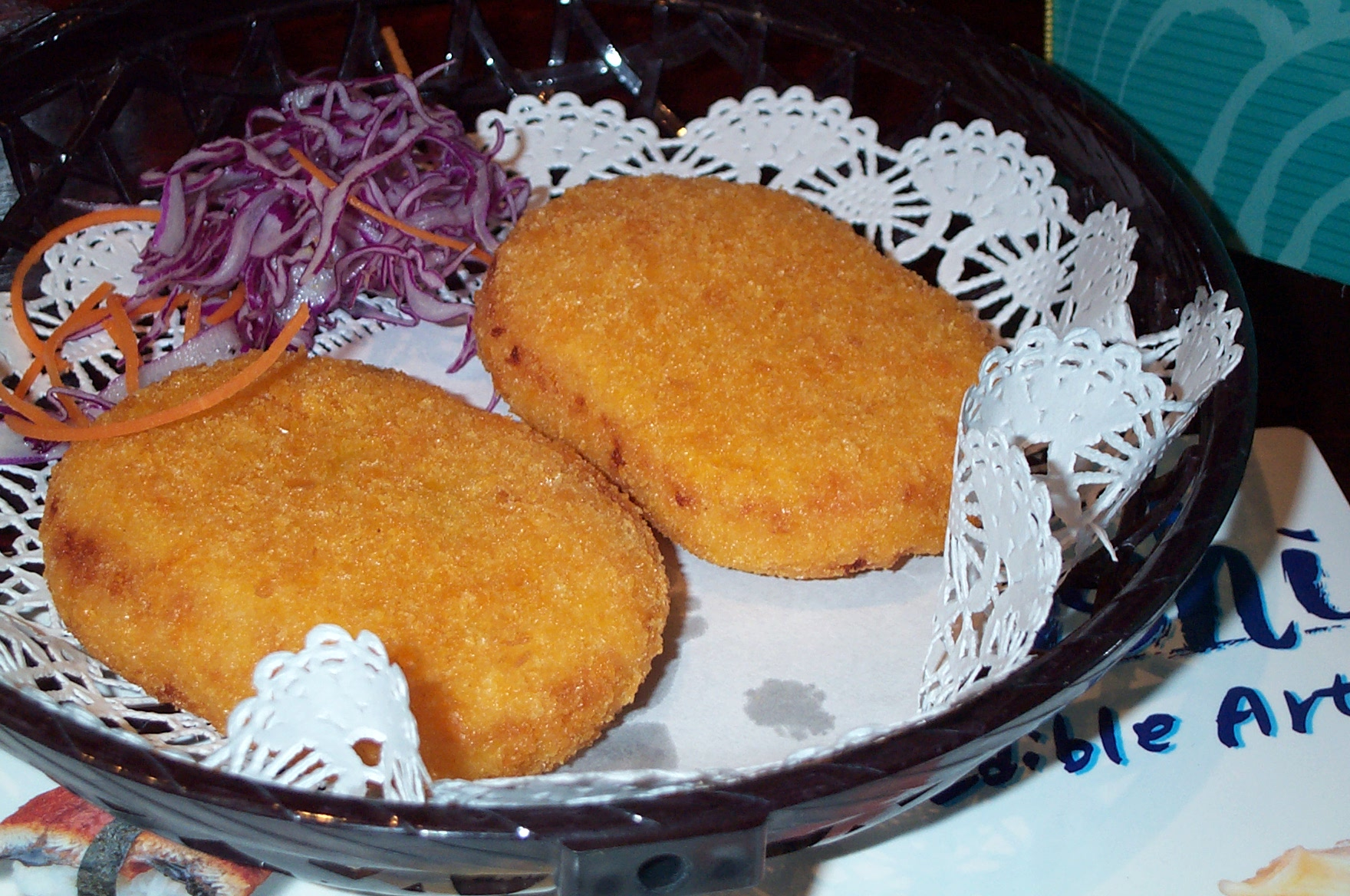
원반형 크로켓.

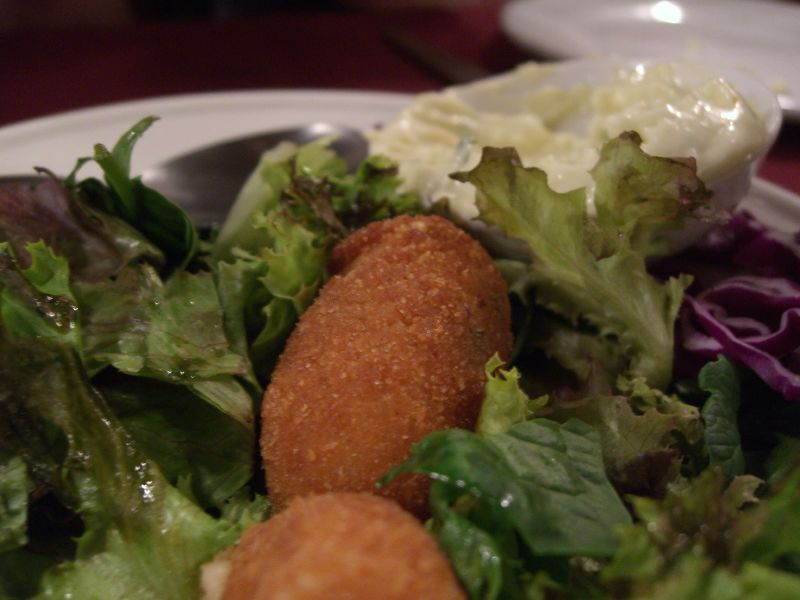
닭고기 크로켓.

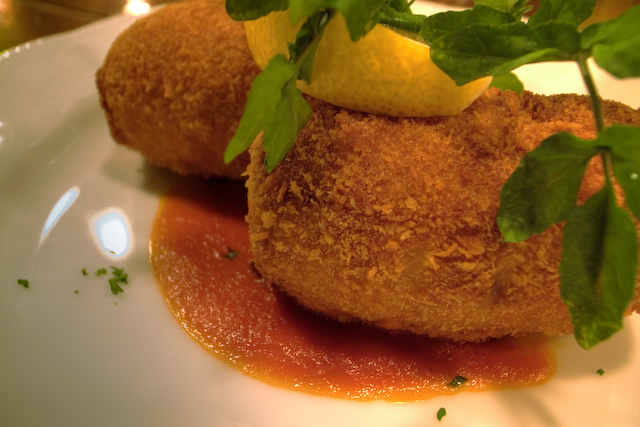
일본식 크림 고로케.

크로켓(영어: croquette)은 다진 고기나 채소를 짓이긴 감자로 싼 뒤, 원통이나 원반 모양으로 만든 후 튀긴 음식의 한 종류이다. 크로켓이란 단어는 프랑스어 "크로케트(croquette)"에서 빌려온 말이며, 어원은 "입으로 물다"라는 뜻의 동사 croquer이다.
크로켓은 오늘날 세계 각지의 사람이 즐겨먹는 음식이 되었다. 사람들은 별미로 먹기도 하지만 대량 생산되는 즉석 식품(패스트 푸드) 형태로 먹기도 한다.
바깥쪽에는 짓이긴 감자 대신 말랑말랑한 빵이 쓰이기도 한다.

## 각국의 크로켓

### 네덜란드
네덜란드에서는 1800년대 이전만 해도 속에 고기나 채소를 넣어 만드는 프랑스식 별미로 간주하여 왔었다. 1800년대 들어서, 약한 불로 끓인(stewed) 고기 중 먹다 남은 것으로 크로켓을 만들기 시작하였다. 제2차 세계 대전 이후, 여러 식품 제조 업체가 속에 고기를 넣은 대량 생산용 크로켓을 제조·판매하기 시작하였다.
크로켓은 이내 패스트 푸드만큼 꽤 인기를 얻었다. 하지만 싸구려 음식에다가 속에 뭘 넣는지 의심을 사기 시작하면서, 크로켓 속에는 고기 찌꺼기와 도축 부산물이 들어간다는, 크로켓에 관한 네덜란드식 도시 전설이 생겨나기도 하였다.
라구식의 속 말고도, 패스트 푸드 식당에서는 삶은 계란, 국수, 쌀 등을 크로켓의 속으로 채워넣는다.

### 멕시코
멕시코의 크로켓은 보통 참치나 감자로 만든다.

### 미국
미국 플로리다주 탬파에서는, 크로켓을 양념한 게살과 딱딱한 쿠바식 빵으로 감싸 만든다. 이 고장에서는, 이 크로켓을 데블드 크랩(deviled crab, croqueta de jaiba)이라고 부른다. 전통적인 뉴잉글랜드식 크로켓을 먹기도 하는데, 메이플-큐어드(maple-cured)식의 레프트오버 홀리데이 햄을 쓴다.

### 방글라데시
방글라데시의 경우 알루-키키라는 음식과 마찬가지로, 알루-찹은 감자가 속에 들어간 크로켓이다. 주로 스낵으로서 방글라데시 전역에서 사람들이 즐겨 먹는다. 알루-찹의 한가운데에는 쇠고기가 조금 들어가고, 그 주위는 감자로 채워져 있다.

### 벨기에
하르날크로켓이 유명하다.

### 브라질
브라질에서는 주로 쇠고기를 가지고 크로켓을 만든다. 일부 브라질 고장에서는 독일식 요리로서 판매된다.

### 스페인
스페인에서 크로켓은 크게 두 가지로 나눌 수 있는데, 첫째는 타파스이고, 두 번째는 베차멜이다. 닭고기로 속을 채운 것은 전형적인 타파스 요리이고, 속을 채우지 않은 베차멜은 스페인 일부 지방에서 먹는다.

### 인도
인도에서는 감자로 속을 채운 크로켓을 알루-틱키라고 한다. 인도 북부에서 인도 사람들이 즐겨 먹는 음식이다. 인도 사람들은 크로켓을 스튜(stew)와 함께 곁들여 먹는다. 집에서 간식 삼아 먹기도 하는데, 길거리 주변에서 많이 판다. 알루-틱키는 때때로 커틀릿(cutlet)이라고도 한다. 즉석 식품인 야채 버거의 빵 부분을 크로켓으로 만들어 먹는다.

### 헝가리
헝가리에서 "Krokett"은 체코식 크로켓과 비슷하며, 작은 원통 모양을 갖는다. 감자, 달걀, 밀가루, 버터, 소금으로 만들며 기름에 바삭하게 튀겨낸다.

## 같이 보기
- 파코라
- 프리터
- 리소울
- 카레빵